# Deeper Than Rap
Deeper Than Rap — третий студийный альбом рэпера из Майами Рика Росса. Пластинка была выпущена 21 апреля 2009 года лейблами Slip-n-Slide Records, Def Jam Recordings, Maybach, Poe Boy Entertainment . Пластинка дебютировала на первом месте в Billboard 200, с 158 000 проданными копиями за первую неделю. Реакция музыкальной критики на Deeper Than Rap была в основном положительная.

## Предыстория
Рик Росс анонсировал планы по записи нового альбома в мае 2008 года. Вместе с этим, рэпер трудился над несколькими микстейпами, треками в свободном стиле и дуэтом с исполнителем Birdman — песней The H. В июле 2008 года в интернете появились фотографии, указывавшие на то, что Рик Росс (настоящее имя Вильям Робертс) работал тюремным надзирателем.
Во время бифа с 50 Cent, Росс в треке «Kiss My Pinky Ring Curly» назвал возможную дату выхода альбома — 24 марта 2009 года. Однако в начале марта 2009 года, выпуск альбома был перенесён на 21 апреля.
К моменту релиза, Рик заявил в интервью MTV , что этот альбом будет лучшим во всей его карьере. Также он заметил, что если альбом 50 Cent «Get Rich or Die Tryin'» разошёлся тиражом в 10 миллионов копий, то тираж «Deeper than Rap» составит 12 миллионов дисков.

## Коммерческий успех
Пластинка дебютировала на первом месте в Billboard 200, с 158 000 проданными копиями за первую неделю Окончив 2009 год с 406 905 проданными копиями, пластинка стала четвёртой среди самых продаваемых в стиле рэп за год. В США общий тираж составил 421 000 проданных дисков.

## Список композиций
| №   | Название                                                       | Продюсер(ы)              | Длительность |
| --- | -------------------------------------------------------------- | ------------------------ | ------------ |
| 1.  | «Mafia Music»                                                  | The Inkredibles          | 4:16         |
| 2.  | «Maybach Music 2» (при участии Kanye West, T-Pain & Lil Wayne) | J.U.S.T.I.C.E. League    | 4:59         |
| 3.  | «Magnificent» (при участии John Legend)                        | J.U.S.T.I.C.E. League    | 4:17         |
| 4.  | «Yacht Club» (при участии Magazeen)                            | J.U.S.T.I.C.E. League    | 5:14         |
| 5.  | «Usual Suspects» (при участии Nas & Kevin Cossom)              | The Inkredibles          | 5:14         |
| 6.  | «All I Really Want» (при участии The-Dream)                    | Tricky Stewart           | 4:16         |
| 7.  | «Rich off Cocaine» (при участии Avery Storm)                   | J.U.S.T.I.C.E. League    | 4:25         |
| 8.  | «Lay Back» (при участии Robin Thicke)                          | The Runners, The Monarch | 4:02         |
| 9.  | «Murda Mami» (при участии Foxy Brown & Magazeen)               | Bigg D                   | 3:34         |
| 10. | «Gunplay» (при участии Gunplay)                                | The Inkredibles          | 3:34         |
| 11. | «Bossy Lady» (при участии Ne-Yo)                               | The Runners              | 3:53         |
| 12. | «Face» (при участии Trina)                                     | Drumma Boy               | 3:14         |
| 13. | «Valley of Death»                                              | DJ Toomp                 | 3:54         |
| 14. | «In Cold Blood»                                                | The Runners              | 3:05         |

| №   | Название                                                      | Продюсер(ы)           | Длительность |
| --- | ------------------------------------------------------------- | --------------------- | ------------ |
| 15. | «Cigar Music» (при участии Masspike Miles)                    | Bink!                 | 4:05         |
| 16. | «Maybach Music 2.5» (при участии Fabolous, Pusha T & Birdman) | J.U.S.T.I.C.E. League | 6:00         |

## Чарты
| Чарт(2009)                            | Пик |
| ------------------------------------- | --- |
| U.S. Billboard 200                    | 1   |
| U.S. Billboard Top R&B/Hip-Hop Albums | 1   |
| U.S. Billboard Top Rap Albums         | 1   |
| Top Canadian Albums                   | 23  |

| Год  | Песня             | Пик | Пик    | Пик    |
| Год  | Песня             | US  | US R&B | US Rap |
| ---- | ----------------- | --- | ------ | ------ |
| 2009 | »Magnificent"     | 62  | 7      | 5      |
| 2009 | «Maybach Music 2» | 92  | 56     | —      |